# Syndicat national des journalistes CGT
Le Syndicat national des journalistes CGT (SNJ-CGT) est le syndicat des journalistes affilié à la Confédération générale du travail. Il est membre de la Fédération européenne des journalistes et de la Fédération internationale des journalistes.
Il fut fondé en 1918, et s'affilie à la CGT en 1937. Au moment de la scission de la CGT de 1948, alors que la majorité des sections fait le choix de l'autonomie pour créer l'actuel SNJ, une minorité choisit de rester au sein de la CGT. En 1966, le SNJ CGT a participé à la création de l'Union nationale des syndicats de journalistes (UNSJ).
Il a recueilli 19,13 % des voix lors des élections triennales à la Commission de la carte d'identité des journalistes professionnels de juin 2009, obtenant 2 sièges sur 8 en Commission de première instance.
Le SNJ-CGT est signataire de la Convention collective nationale de travail des journalistes.
Avec d'autres syndicats de l'Agence France-Presse, il considère que depuis 2000, plusieurs actions politiques visent à remettre en cause l'indépendance de l'AFP . À cet égard, il soutient la pétition SOS AFP.